# ماگدالنا تورچنیه‌ویچ
ماگدالنا تورچنیه‌ویچ (لهستانی: Magdalena Turczeniewicz؛ زادهٔ ۱۸ اکتبر ۱۹۸۲) بازیگر اهل لهستان است.

## گزیدهٔ نقش‌آفرینی‌ها

### تلویزیون
- مرگ کم‌اهمیت (۲۰۲۰)
- فرصت دوباره (۲۰۱۶)
- دادستان (۲۰۱۵)
- پدر متیو (۲۰۱۵ و ۲۰۲۳)
- کمیسر آلکس (۲۰۱۲ و ۲۰۲۱)
- قانون حقیقی (۲۰۱۳)
- در خوشی و سختی (۲۰۰۸ و ۲۰۱۷–۲۰۱۵)